# 吉田恵輔
𠮷田 恵輔（よしだ けいすけ、1975年5月5日 - ）は、日本の映画監督、脚本家。

## 来歴
埼玉県出身。さいたま市立田島中学校卒業。東京ビジュアルアーツ卒業。在学中から自主映画を制作し、それと同時に憧れでもあった塚本晋也の作品制作に参加し、照明を担当した。また、映画のほかにプロモーション・ビデオ、CMの照明も担当した。照明を担当することになったのは、自主映画を制作する際に照明と音響に関してどう生かせばいいのか分からず、勉強を兼ねてのものだった。
2006年に『なま夏』で映画監督デビューする。この作品は同年のゆうばり国際ファンタスティック映画祭・ファンタスティック・オフシアター・コンペティション部門でグランプリを獲得する。
その後、塚本作品などで照明技師として活動する傍ら、2008年6月19日に小説『純喫茶磯辺』を発表、同年自ら映画化した。
初期は『なま夏』や『机のなかみ』のように、女子高生が主体の作品を監督することが多かった。また、自身が手掛ける作品では監督の他、脚本を自ら執筆したり編集も手掛けている。
『BLUE/ブルー』『空白』により2021年度芸術選奨文部科学大臣新人賞を受賞。

## 主な監督作品
- なま夏（2006年）- 監督・脚本 - 中編
- メリちん（2006年）- 監督・脚本
- 机のなかみ（2006年）- 監督・原作・脚本・編集
- 純喫茶磯辺（2008年）- 監督・原作・脚本・編集
- さんかく（2010年）- 監督・脚本・照明
- BUNGO -日本文学シネマ-「檸檬」（2010年） - テレビドラマ
- ばしゃ馬さんとビッグマウス（2013年）- 監督・脚本
- 麦子さんと（2013年12月）- 監督・脚本
- 銀の匙 Silver Spoon（2014年3月）- 監督・脚本
- ヒメアノ〜ル（2016年）- 監督・脚本
- 犬猿（2018年）- 監督・脚本
- 愛しのアイリーン（2018年）- 監督・脚本
- BLUE/ブルー（2019年）- 監督・脚本・殺陣指導
- 空白（2021年）- 監督・脚本
- 神は見返りを求める（2022年）- 監督・脚本
- ミッシング（2024年）- 監督・脚本

## その他
- バレット・バレエ（1999年）照明
- 六月の蛇（2002年）照明
- ヴィタール（2004年）照明
- HAZE（2006年）照明
- BLACK NIGHT（2006年）照明
- 悪夢探偵（2007年）照明

## 小説
- 純喫茶磯辺（2008年6月19日発売・竹書房刊）ISBN 4812435188

## 関連文献
- リクルート進学ネット・先輩のお仕事（映画監督）
- 映画芸術：『机のなかみ』吉田恵輔監督インタビュー